# Walter Tuckermann

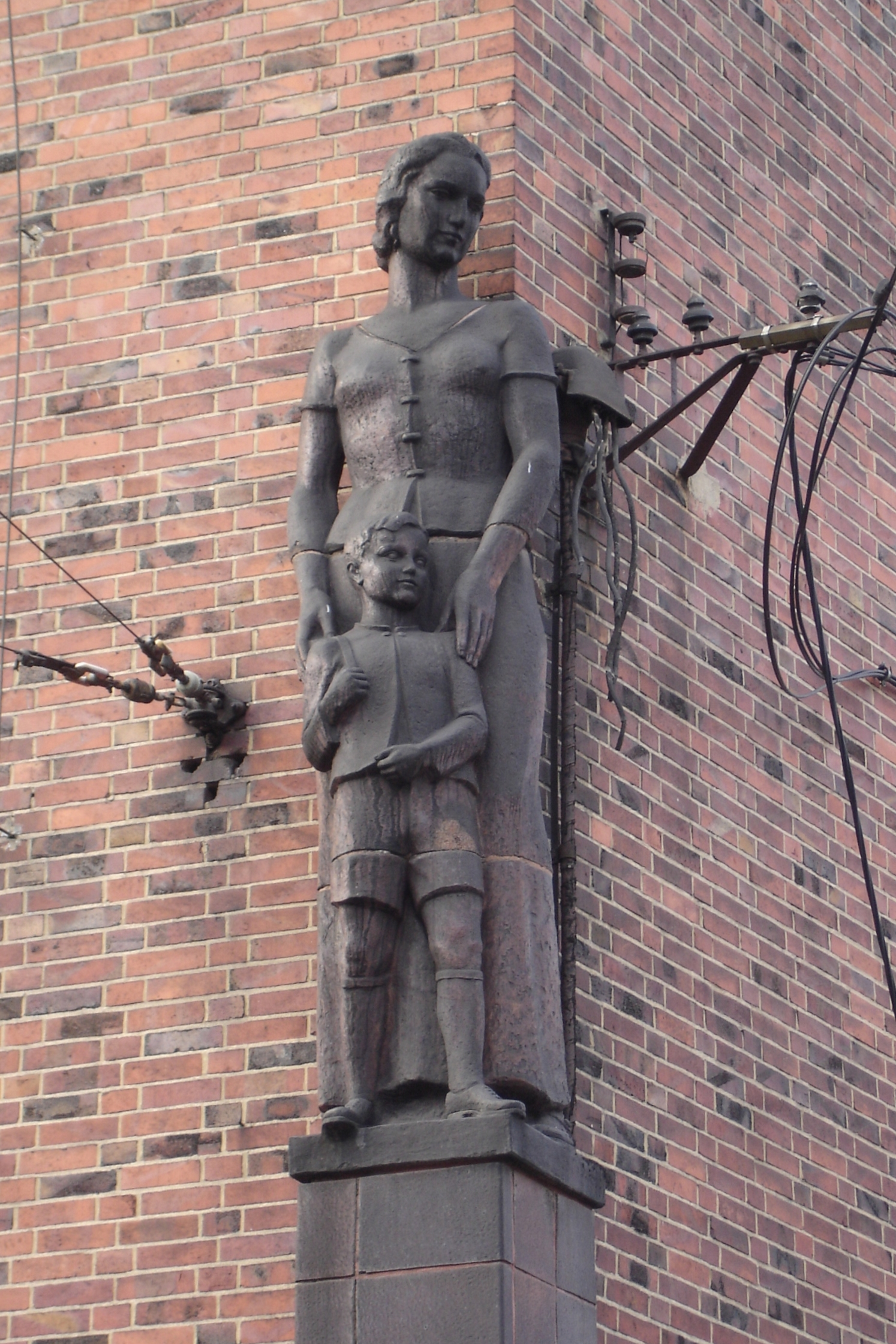
Rzeźba Tuckermanna na narożniku gimnazjum przy ulicy Tarnogórskiej 2 w Bytomiu

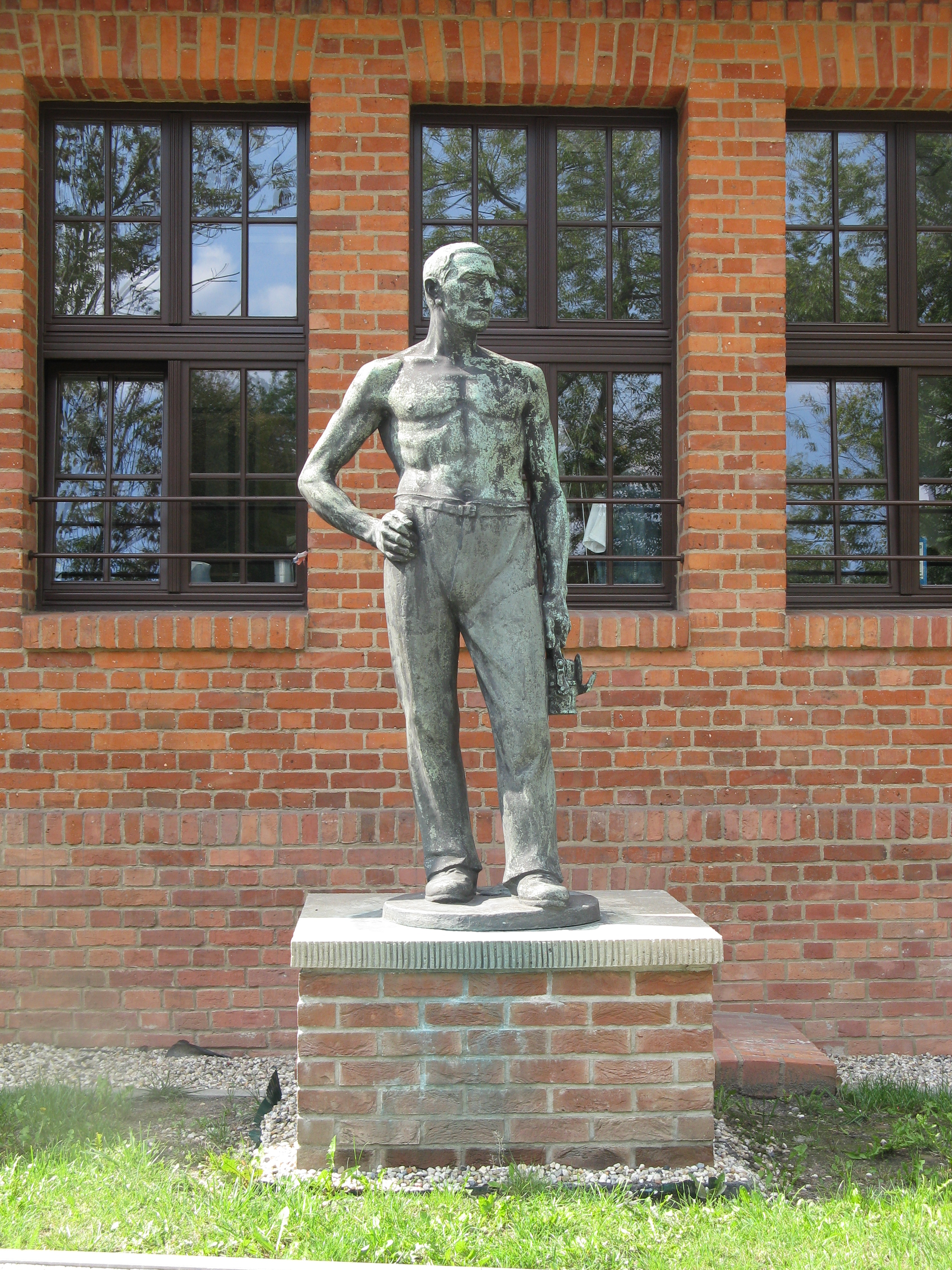
Rzeźba przedstawiająca górnika w Bytomiu (2018)

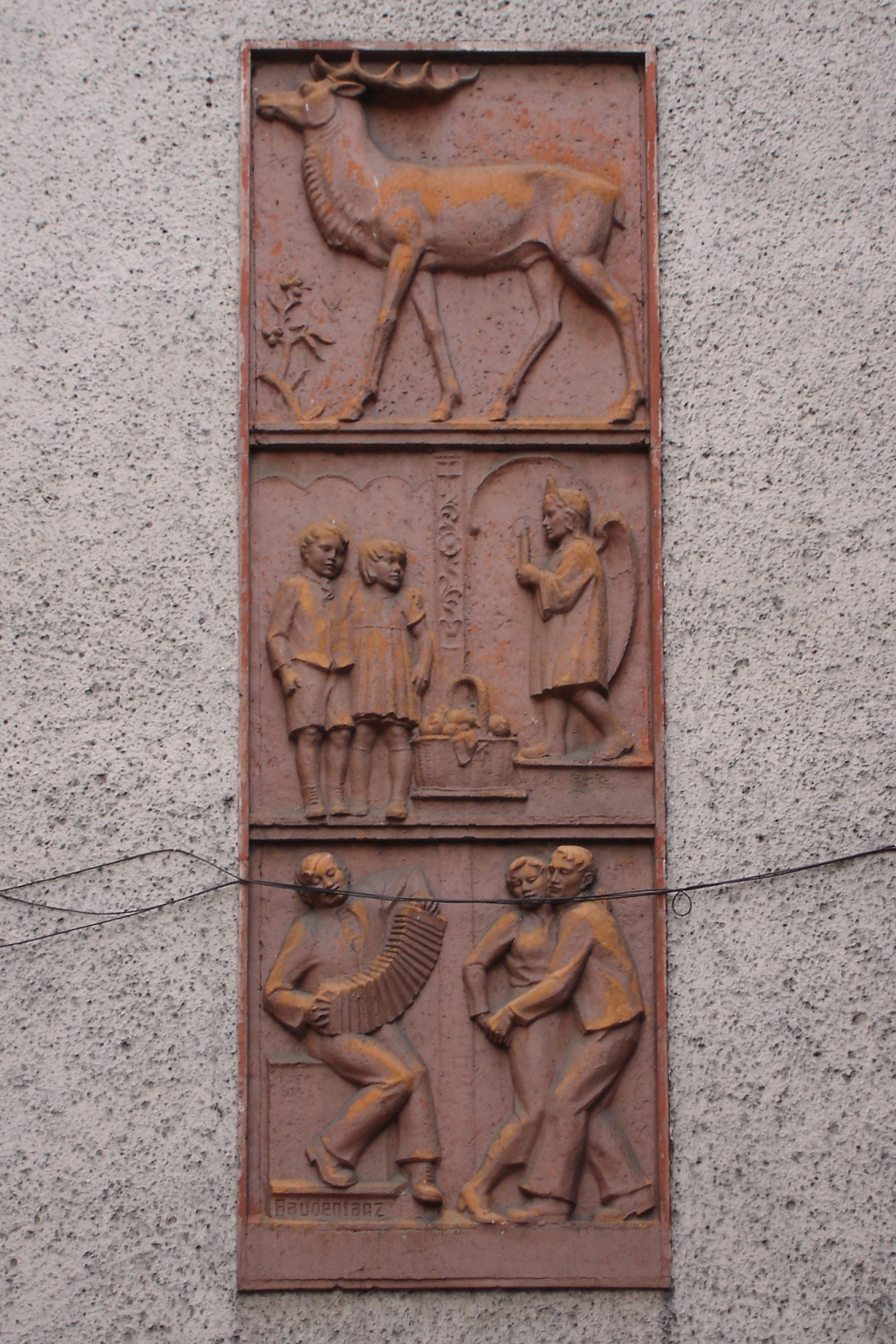
Relief artysty na ścianie domu przy ulicy Konopnickiej 11 w Bytomiu

Walter Tuckermann (ur. 11 marca 1895 w Magdeburgu, zm. 11 lutego
1981 w Arnsbergu) – niemiecki rzeźbiarz tworzący głównie na Górnym Śląsku w stylu realizmu.

## Życiorys
Walter Tuckermann urodził się 11 marca 1895 roku w Magdeburgu, jego rodzicami byli kupiec Wilhelm Otto Rudolf Tuckermann i Anna Marie Luise Cochius. Po śmierci ojca rodzina przeniosła się do Bad Warmbrunn (Cieplic).
Ukończył szkołę w Cieplicach (Bad Warmbrunn), gdzie szkolił się pod okiem tyrolskiego artysty Cirilla Dell’Antonio. Brał udział w działaniach na froncie I wojny światowej po których zamieszkał w Bytomiu, gdzie 29 grudnia 1926 roku ożenił się z Charlotte Michler z Lipin. W międzyczasie studiował na Akademii Sztuk Pięknych we Wrocławiu jako uczeń profesora Roberta Bednorza.
W Bytomiu mieszkał przy dzisiejszej ulicy Tadeusza Rejtana, skąd wyjechał z całą rodziną do Lwówka Śląskiego przed II wojną światową. Następnie mieszkał w Heilbad Heiligenstadt oraz Arnsbergu, gdzie zmarł 11 lutego 1981 roku.

## Twórczość
Kilka rzeźb Tuckermanna zachowało się m.in. we Wrocławiu. 
W Bytomiu jest autorem rzeźb znajdujących się na budynku Gimnazjum nr 1 (dziś: Szkoła Podstawowa Mistrzostwa Sportowego) przy ul. Tarnogórskiej. Stworzył także zespół trzech płaskorzeźb przedstawiających pracę górników na budynkach przy ul. Woźniaka oraz podobnych przy ul. Wallisa, a także rzeźbę chłopca na niedźwiedziu przy skrzyżowaniu ulic Kraszewskiego i Fałata. Na terenie Kopalni Węgla Kamiennego Centrum przy ul. Łużyckiej znajdowała się rzeźba stojącego górnika. Ponadto w dzielnicy Rozbark znajduje się zespół płaskorzeźb umieszczonych na budynkach przy ul. Konopnickiej nawiązujących do stylu życia w Karkonoszach.
W kolekcji Muzeum Górnośląskiego w Bytomiu od 2016 roku znajduje się rzeźba Staruszka z 1914 roku. 
Jedna z jego rzeźb znajduje się w Munster.